# Akházjáhu izraeli király
Akházjáhu, az Izraeli Királyság uralkodója a Kr. e. 9. század közepén, Akháb fia.
Rövid uralkodása alatt az adót fizető moábiták fellázadtak ellene, amelyről a mésa-sztélé is beszámol. Gazdasági okokból Jósafát júdai királlyal próbált szövetséget kötni, amely végül kudarcot vallott.
A Biblia szerint követte Akháb bűnös útjait és – Illés próféta jövendölésének megfelelően – balesete után rövidesen meghalt. Ha azonban a Tel Dán-sztélé szövegrekonstrukciója helyes, akkor ugyanaz az arameus király győzte le csatában, mint aki Akhábot. Ez a változat azért is elfogadható, mert rövid uralkodása után Jórám vette át a trónt, akit a sztélé is Akháb fiaként említ.

## Fordítás
Ez a szócikk részben vagy egészben  az   Ahaziah című angol Wikipédia-szócikk fordításán alapul.  Az eredeti cikk szerkesztőit annak laptörténete sorolja fel. Ez a jelzés csupán a megfogalmazás eredetét és a szerzői jogokat jelzi, nem szolgál a cikkben szereplő információk forrásmegjelöléseként.